# Cubanopyllus inconspicuus
Cubanopyllus inconspicuus är en spindelart som först beskrevs av Bryant 1940.  Cubanopyllus inconspicuus ingår i släktet Cubanopyllus och familjen plattbuksspindlar.
Artens utbredningsområde är Kuba. Inga underarter finns listade i Catalogue of Life.